# Alsószölnök
Alsószölnök (németül: Unterzemming, szlovénül: Dolnji Senik, vendül: Dolenji Senik) község Vas vármegyében, a Szentgotthárdi járásban.

## Fekvése
A Vasi-Hegyhát részét képező Vendvidéken, a Rába és a Szölnöki-patak völgyében fekszik, közvetlenül az osztrák határ mellett,a felsőszölnöki hármashatárhoz közel, Szentgotthárdtól, a legközelebbi várostól 6 kilométerre délnyugatra. Településszerkezetét tekintve dombvidéki többutcás sorfalu. Főutcája a Vasszentmihály-Felsőszölnök közti 7454-es út. A szomszédos települések Szakonyfalu (3 km), Rábatótfalu (Szentgotthárd része, 4 km), Felsőszölnök (7 km).
A Rába Alsószölnöknél lép Ausztria területéről Magyarország területére.

## Története
Nevének szlovén jelentése áttelepülő, ami arra utal, hogy lakosai betelepítés révén kerültek ide.
Első fennmaradt írásos említése 1387-ből való (Zelnuk inferior). A középkorban része volt Dobra váruradalmának, melynek központja a mai Vasdobrán volt.
1664-ben, a szentgotthárdi csata idején itt táborozott a török sereg bal szárnya. Előzőleg a tatárok kegyetlenül felégették a falut, de legtöbb lakosának sikerült előlük német földre menekülnie.
A 19. században a Tótsági járáshoz tartozott.

## Közélete

### Polgármesterei
- 1990–1994: Bartók Lászlóné (független)[3]
- 1994–1998: özv. Bartók Lászlóné (független)[4]
- 1998–2002: Bartók Lászlóné (független)[5]
- 2002–2006: Bartók Lászlóné (független)[6]
- 2006–2010: Monek Zsolt (független)[7]
- 2010–2014: Monek Zsolt (független)[8]
- 2014–2019: Monek Zsolt (független)[9]
- 2019–2024: Monek Zsolt (független)[10]
- 2024– : Monek Zsolt (független)[1]

## Népesség
A település népességének alakulása:
| Lakosok száma | 373  | 374  | 368  | 337  | 332  | 341  | 342  |
|               | 2013 | 2014 | 2015 | 2021 | 2022 | 2023 | 2024 |

A 2011-es népszámlálás során a lakosok 84,6%-a magyarnak, 26,8% németnek, 17,6% szlovénnek, 0,3% románnak, 0,3% cigánynak mondta magát (13,6% nem nyilatkozott; a kettős identitások miatt a végösszeg nagyobb lehet 100%-nál). A vallási megoszlás a következő volt: római katolikus 78,3%, református 1,1%, evangélikus 2,2%, felekezet nélküli 2,4% (16% nem nyilatkozott).
2022-ben a lakosság 92,5%-a vallotta magát magyarnak, 25% szlovénnek, 20,2% németnek, 0,9% románnak, 0,3-0,3% ukránnak, cigánynak és lengyelnek, 1,2% egyéb, nem hazai nemzetiségűnek (6% nem nyilatkozott; a kettős identitások miatt a végösszeg nagyobb lehet 100%-nál). Vallásuk szerint 62,3% volt római katolikus, 3,3% református, 0,9% evangélikus, 0,3% görög katolikus, 0,3% egyéb keresztény, 1,5% egyéb katolikus, 3% felekezeten kívüli (28,3% nem válaszolt).

## Az alsószölnöki vízerőmű
Az alsószölnöki vízerőműben négy Francis-turbina működik, együttesen 200 kW beépített teljesítménnyel, 12 m³/s vízhozammal és 3 méteres esésmagassággal.

## Nevezetességei
- Nagyboldogasszony-templom, barokk, 1815
- Gát a Rába folyón
- Alsószölnök területe az Őrségi Nemzeti Park, illetve a három ország határán átnyúló Őrség-Raab-Goricko tájegység részeként természetvédelem alatt áll.

## Testvértelepülések
Rábaszentmárton (Sankt Martin an der Raab, Ausztria)

## Híres emberek
1813-tól 1829-ig a falu plébánosa Kossics József reformkori néprajztudós és író volt.
1874-től 1930-ig Szakovics József volt a plébános, aki nagy érdemeket szerzett a magyarországi szlovén nyelv ápolásában és megőrzésében.